# Kobilščak
Kobilščak je naselje v Občini Radenci.